# متوازيات الترقيط
متوازيات الترقيط (الاسم العلمي: Isostictidae)، فصيلة صغيرة من مقترنات الأجنحة، أحجامها تتراوح بين المتوسطة والكبيرة يقتصر
وجودها على أستراليا وكاليدونيا الجديدة وغينيا الجديدة. تشتمل على 12 جنسًا وأكثر من 40 نوعًا. تشبه أعضاء هذه الفصيلة الأنواع الموجودة في فصيلة بدائيات الذيل (Protoneuridae).